# Sảnh Hội nghị Đại học Bombay
Sảnh Hội nghị Đại học Bombay hoặc Sảnh Hội nghị Cowasji Jehangir tại Đại học Mumbai là một phần của Quần thể kiến trúc Gothic thời Victoria và Art Deco tại Mumbai xung quanh quảng trường Maidan Oval ở Mumbai đã được UNESCO công nhận là Di sản thế giới. Nó được xây dựng từ năm 1869 đến năm 1874, và được thiết kế bởi Sir George Gilbert Scott, người chưa từng đặt chân đến Bombay và làm việc tại London.
Nó còn được gọi là Sảnh Hội nghị Cowasji Jehangir, theo tên của nhà từ thiện người Parsi Cowasji Jehangir Readymoney, người đã tài trợ cho việc xây dựng. Vào năm 2006–07, hội trường được khôi phục bởi một nhóm do kiến trúc sư bảo tồn Abha Narain Lambah dẫn đầu. Dự án này đã được trao Giải thưởng đặc sắc trong lễ trao Giải thưởng Châu Á - Thái Bình Dương của UNESCO về Bảo tồn Di sản văn hóa.

## Thư viện ảnh

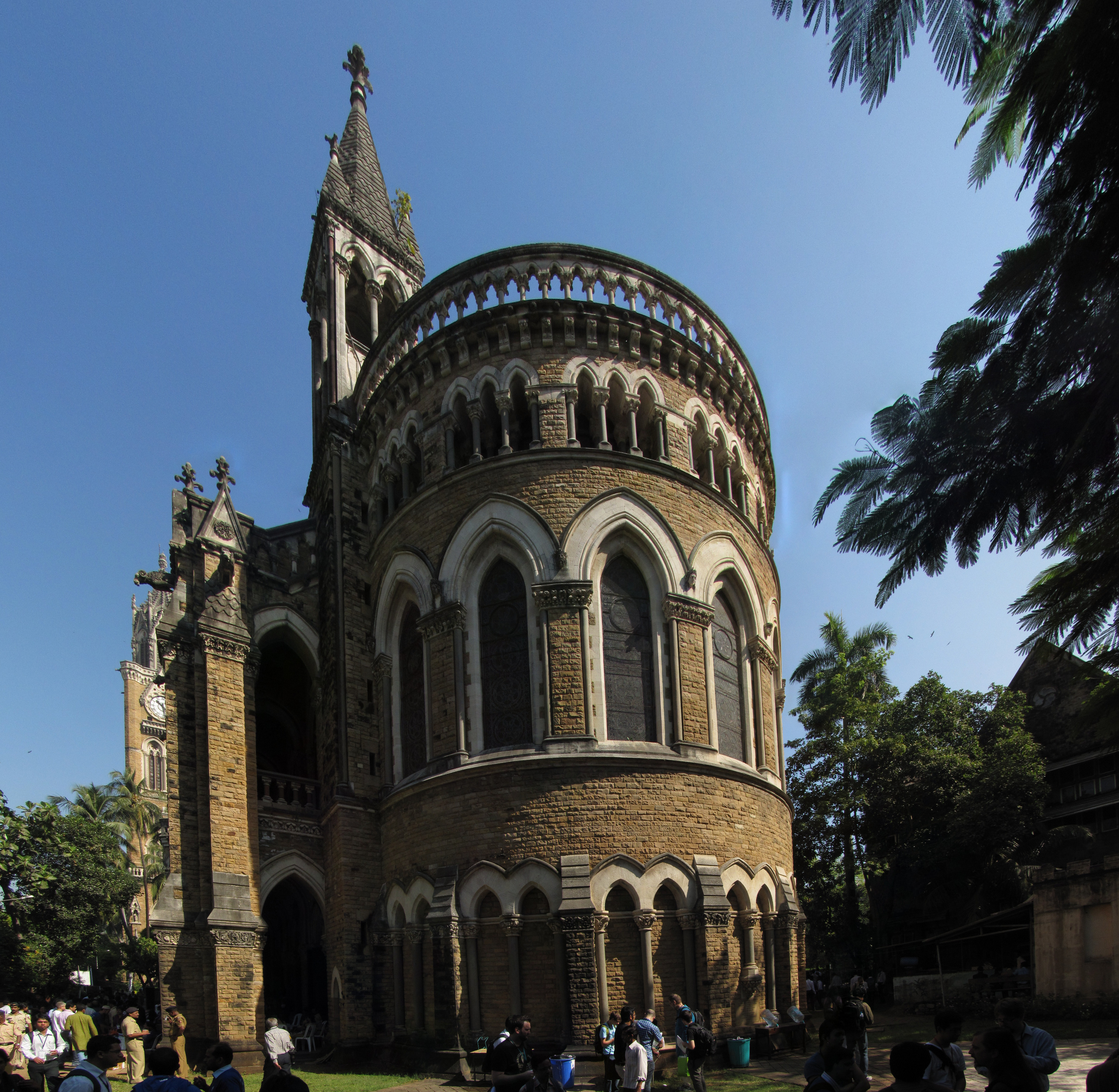
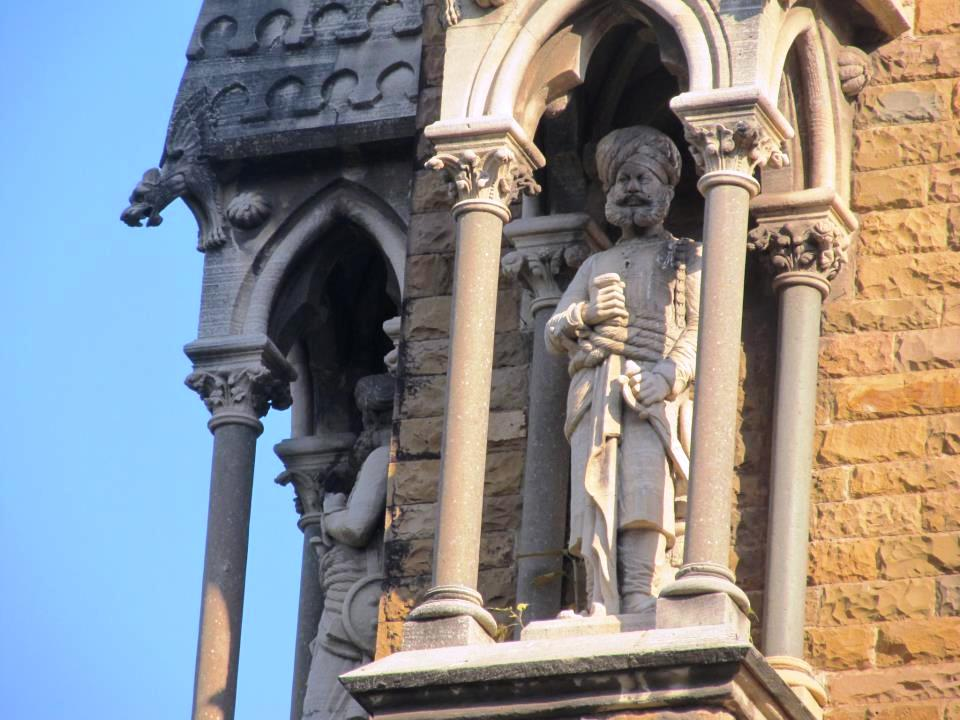
Một bức tượng của một hoàng tử Ấn Độ
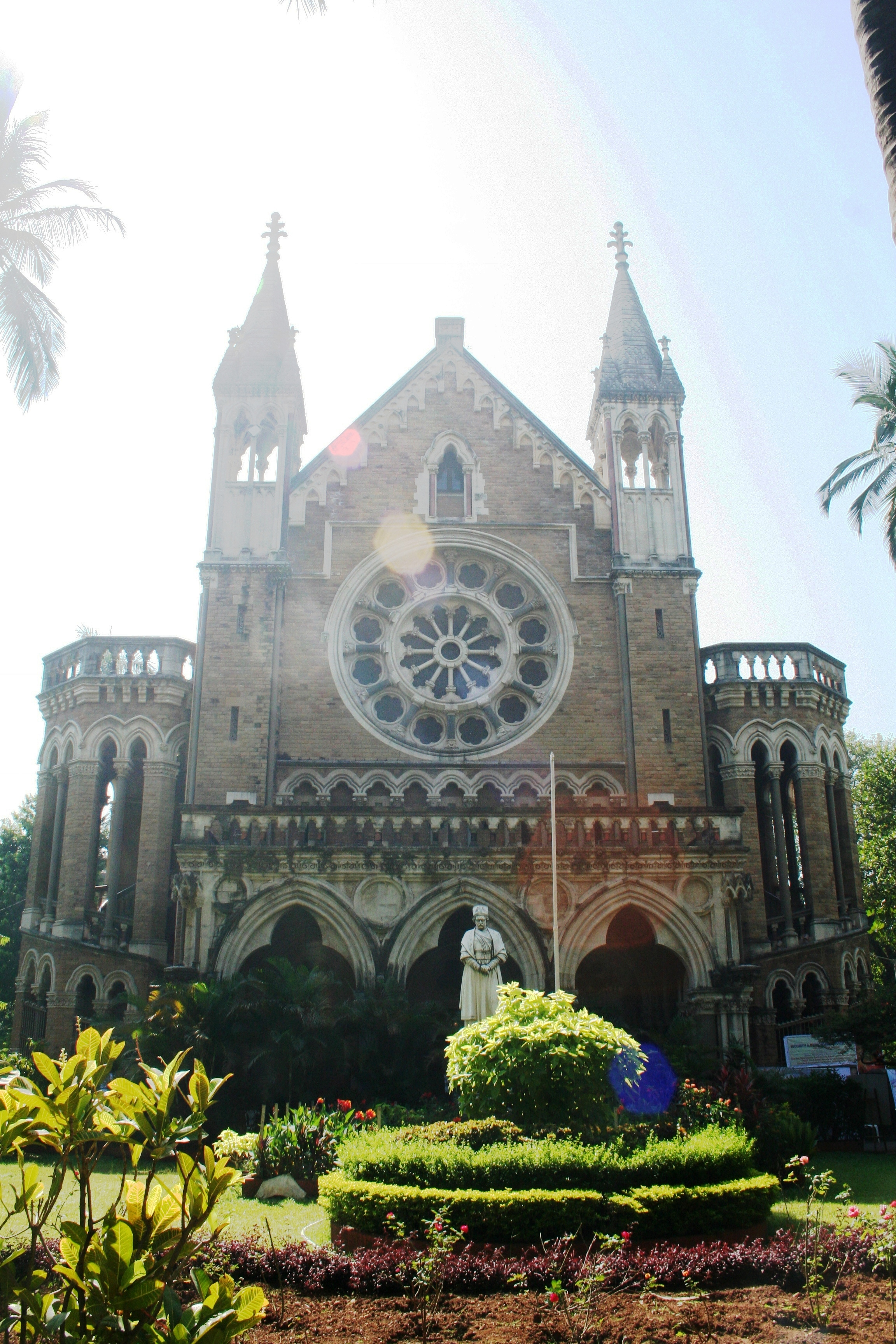
Cửa sổ kính màu hình tròn với thiết kế của các cung hoàng đạo
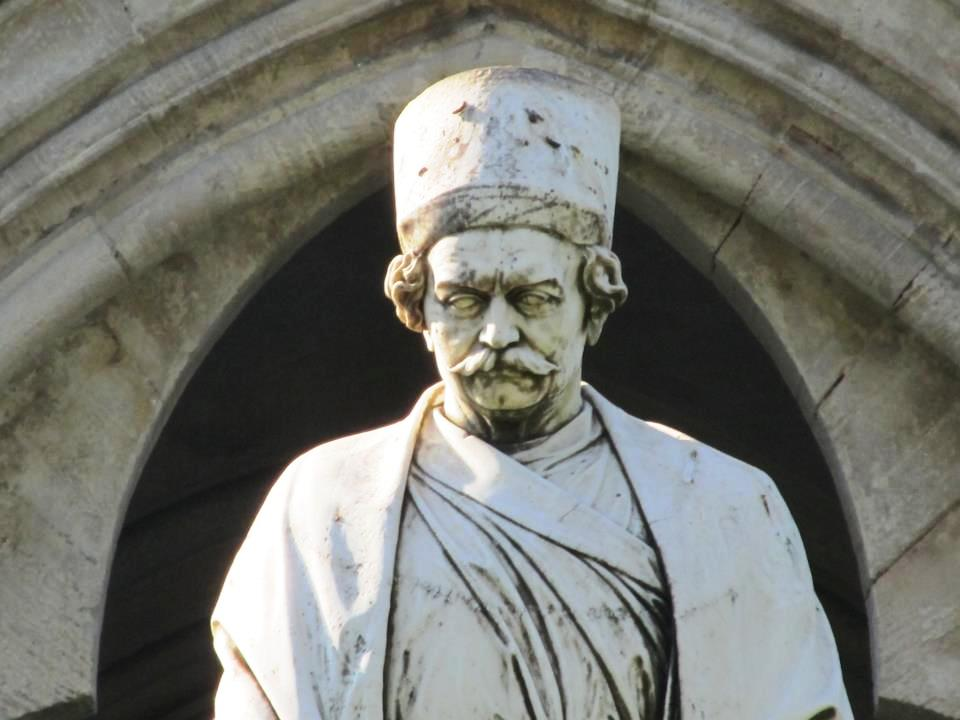
Một bức tượng Cowasji Jehangir Readymoney, người đã quyên góp tiền xây dựng